# Linn 9000

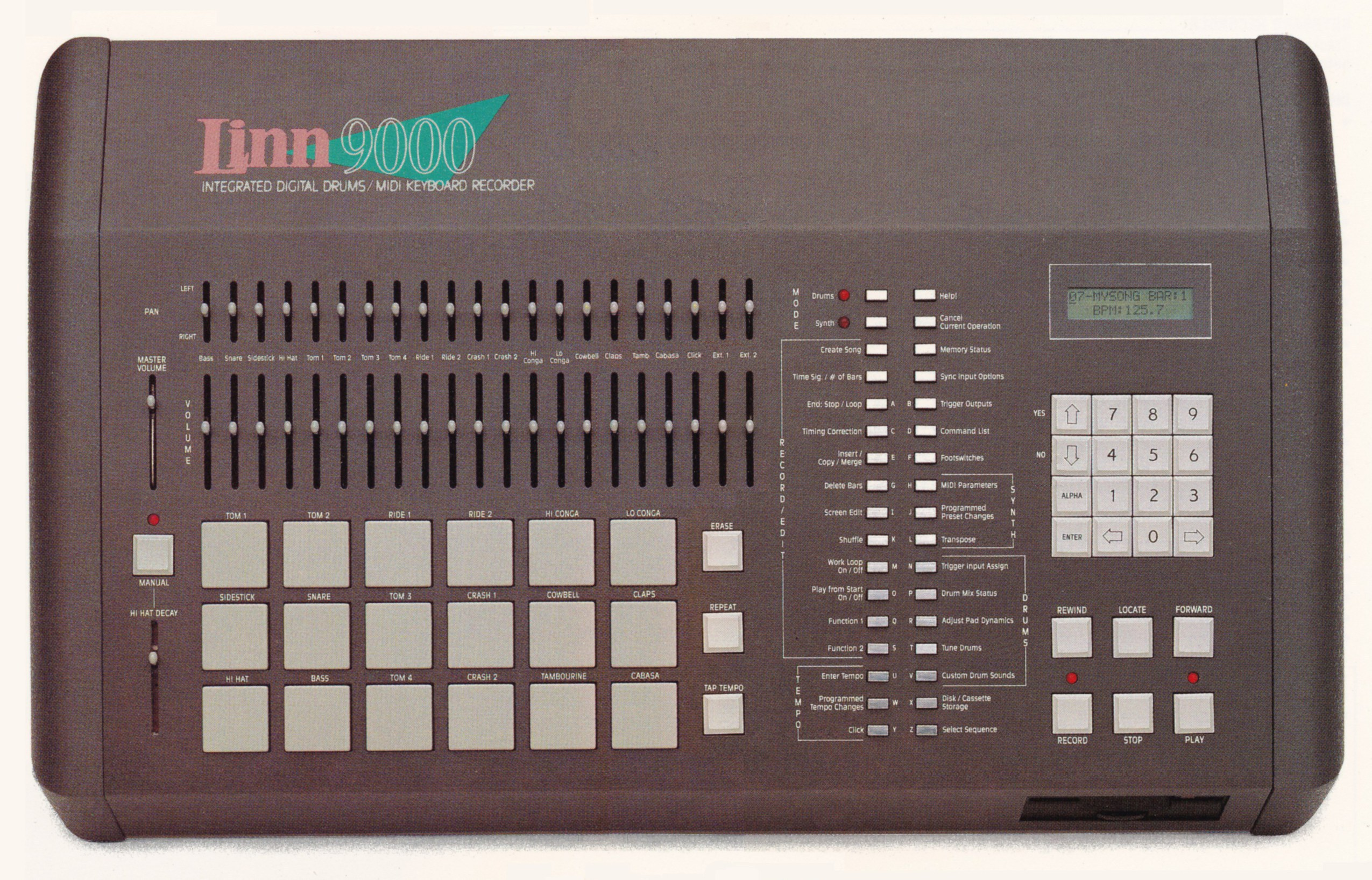
Інтегрована цифрова драм-машина Linn 9000 і MIDI-рекордер для клавіатури.

Linn 9000 — електронний музичний інструмент, виготовлений компанією Linn Electronics як наступник LinnDrum. Був представлений у 1984 році за прейскурантною ціною 5000 доларів США (7000 доларів у повному розширенні), і було випущено близько 1100 одиниць.
Він поєднав секвенування MIDI та аудіосимплування (опціонально) з набором із 18 педів, чутливих до швидкості та тиску, щоб створити інструмент, оптимізований для використання в якості драм-машини. Він мав програмоване затухання хай-хету, 18 цифрових звуків ударних, секцію мікшера, 18 окремих 1/4" виходів, РК-дисплей, 6 зовнішніх тригерних входів і внутрішній дисковод для гнучких дисків (опція). Linn 9000 мав інноваційні та новаторські функції і вплинув на багато майбутніх конструкцій драм-машин. Але хронічні помилки в програмному забезпеченні призвели до репутації ненадійності та сприяли остаточному занепаду Linn Electronics.

## Історія
Linn 9000 був першою спробою Роджера Лінна створити інтегровану робочу станцію семплінгу/секвенування/MIDI, але з самого початку виникли проблеми. У ранніх моделях блок живлення перегрівав процесор, і його потрібно було замінити за гарантією, але непереборні проблеми з операційною системою Linn 9000 призвели до його остаточної відмови.

## Архітектура
Схема Linn 9000 розгортається як материнська плата з 14 слотами. Дочірні плати використовуються для розгортання стандартних і додаткових функцій зі слотами на задній панелі, схожими на ПК того часу. Він використовує мікросхему процесора Intel 8088.